# تایرینگهام (ماساچوست)
تایرینگهام، ماساچوست
تایرینگهام (به انگلیسی: Tyringham) شهرکی در شهرستان برکشایر ایالت ماساچوست می‌باشد که در سال ۱۷۶۲ بنیان‌گذاری شده‌است. این شهرک در سرشماری سال ۲۰۱۰ میلادی، ۳۲۷ نفر جمعیت داشته‌است.